# Rocío Orsi
Rocío Orsi Portalo (Madrid, 3 de febrero de 1976-Madrid, 29 de noviembre de 2014) fue una filósofa, ensayista, profesora y traductora española. Ha sido considerada una de las pensadoras en lengua española más importantes de su generación.

## Biografía
Rocío Orsi cultivó la historia de las ideas, la filosofía política y moral, la epistemología, los estudios de género y la economía política. Sus temas iniciales de interés fueron las relaciones entre filosofía y literatura y entre los problemas epistemológicos y morales. Se ocupó más adelante de cuestiones de filosofía de la historia y, en la época inmediatamente anterior a su muerte prematura, proyectó un estudio sistemático sobre el escepticismo antiguo y su recepción moderna.
Estudió el bachillerato en el instituto Covadonga y la licenciatura en filosofía en la Universidad Autónoma de Madrid, y se doctoró en la Universidad Carlos III en marzo de 2006, con una tesis, dirigida por Antonio Valdecantos, sobre pensamiento y acción en Sófocles, que daría lugar a su libro El saber del error. A partir de 1999 fue becaria de investigación en la Universidad Carlos III y profesora desde 2004. Desarrolló estancias de estudio y trabajo en París, Cambridge y Nueva York (Columbia) y Bologna (Italia), y participó en numerosos proyectos de investigación. Contribuyó decisivamente a la fundación y actividades del Grupo Kóre de Estudios de Género.
Fue vicedecana adjunta de la Facultad de Humanidades, Comunicación y Documentación de la Universidad Carlos III, y miembro de las juntas directivas de la Sociedad Académica de Filosofía y de la Asociación Española de Ética y Filosofía Política, así como del consejo de redacción de la revista Isegoría. También participó activamente en la sociedad civil. Fue una de las primeras firmantes del manifiesto Libres e Iguales y formó parte de la Universidad en la calle.
Desde 2016 la Universidad Carlos III distingue con el Premio Rocío Orsi al mejor trabajo de fin de máster en la Facultad de Humanidades, Comunicación y Documentación.

## Obra

### Libros
- El saber del error. Filosofía y tragedia en Sófocles, Plaza y Valdés, Madrid, 2007.
- Butterfield y la razón histórica Archivado el 9 de marzo de 2016 en Wayback Machine., Plaza y Valdés, Madrid, 2013.
- La economía a la intemperie (con Andrés González), Deusto, Madrid, 2015.

### Libros colectivos
- El desencanto como promesa. Fundamentación, alcance y límites de la razón práctica, Rocío Orsi, ed., Biblioteca Nueva, Madrid, 2006, presentación de Carlos Thiebaut, prólogo de Javier Muguerza.
- Ritmos contemporáneos. Género, política y sociedad en los siglos XIX y XX, Rocío Orsi y Laura Branciforte, eds., Dykinson, Madrid, 2012.
- La guillotina del poder, Rocío Orsi y Laura Branciforte, eds., Plaza y Valdés, Madrid, 2015.